# ESPN Wide World of Sports Complex
ESPN Wide World of Sports Complex é um complexo atlético de 220 acres localizado no Walt Disney World Resort, em Bay Lake, próximo a Orlando, Flórida, Estados Unidos. O complexo inclui nove quadras e abriga vários eventos esportivos amadores e profissionais durante o ano. Ele era conhecido como Disney's Wide World of Sports Complex antes de ser renomeado com a marca ESPN, pertencente à Disney. A renomeação foi revelada em 25 de fevereiro de 2010. Ele serviu como sede do Orlando City Soccer Club para a temporada de 2014, e a NBA na "bolha" que concluiu a temporada 2019-20.

## História
A Disney construiu as instalações de US$ 100 milhões em antigos pântanos próximos à estrada Interstate 4. O espaço foi aberto em março de 1997 com uma exibição de jogo de beisebol entre os Atlanta Braves e os Cincinnati Reds.
Em 13 de maio de 2008, a The Walt Disney Company aunciou planos de renomear o Disney's Wide World of Sports usando a marca ESPN.
Em 5 de novembro de 2009, a Disney anunciou que o complexo seria renomeado para "ESPN Wide World of Sports Complex". A renomeação foi oficialmente revelada durante as festividades do Fim de Semana ESPN na Disney. O complexo recebeu uma atualização massiva incluindo a instalação de placares em video HD em alguns espaços, um novo sistema de áudio e instalações de produção de HD.

## Ingresso
O atual preço de ingresso no ESPN Wide World of Sports Complex é US$16,50 para adultos e US$ 11,50 para crianças entre 3 e 9 anos. Alguns eventos, em particular aqueles no Champion Stadium, HP Field House e Jostens Center, podem exigir ingressos mais caros, mas ainda permitem a entrada no complexo como um todo. Um ticket é exigido para comer no ESPN Wide World of Sports Grill. A loja Clubhouse Gift Shop pode ser acessada sem pagar a entrada para o complexo.

## Espaços

### Champion Stadium
Um estádio de beisebol com 9 500 assentos construído em 1997. Um dos componentes originais do Wide World of Sports, ele era antigamente conhecido como Cracker Jack Stadium e The Ballpark at Disney's Wide World of Sports. Ele era a sede do treinamento de primavera do Atlanta Braves e a sede recorrente do Gulf Coast Braves. O estádio abrigou duas temporadas regulares da Major League Baseball em 2007 e 2008, contando com o Tampa Bay Rays como time da casa. Ele é patrocinado pela Hanes com a marca Champion.

### HP Field House
Uma multi-arena com 5 mil assentos, antigamente conhecida como Milk House, patrocinada pela Hewlett Packard. Ele abriga o Old Spice Classic anualmente. O HP Field House possui 6,5 mil m² com assentos em estilo de estádio com a fila mais alta a 11 metros do chão. Ele também conta com um ginásio menor atrás da arena principal com assentos retráteis. Ele era antigamente patrocinado pela California Milk Processor Board, criadores da famosa campanha Got Milk?.

### Jostens Center
Anunciado pela primeira vez em março de 2007, o ano do aniversário de 10 anos do complexo, o Jostens Center é uma arena de 4 160 m² (36% menor que o HP Field House sem os assentos de estádio) que foi aberta no outono de 2008. Patrocinado pela Jostens, o centro conta com seis quadras de basquetebol tamanho universitário, doze quadras de vôlei ou dois ringues de hóquei no gelo. Ele possui uma capacidade de 1 200 pessoas.

### Hess Sports Fields
Apresentado pela Hess Corporation, esses oito campos multi-arena podem abrigar vários esportes diferentes. Dois campos são equipados para jogos noturnos e quatro possuem dimensões internacionais de futebol. O Tampa Bay Buccaneers conduziu campos de treinamento nas instalações no período 2002-2008.
Um dos campos possui 500 assentos permanentes, e outro possui mil assentos permanentes, expansíveis para até 3 mil. O Campo 17, o campo com as maiores arquibancadas, sedia o Walt Disney World Pro Soccer Classic, um torneio de futebol de pré-temporada anual com oito times da Major League Soccer.
O complexo abrigou o USL Pro Orlando City Soccer Club durante a temporada 2014. Ele possui um campo com 5 500 assentos para o time.

### Baseball Quadraplex
Consistindo de campos de beisebol profissional e um campo de prática, o quadraplex também inclui túneis de rebatimento, montes de lançamento, máquinas de lançamento e dez bullpens. Dois campos são equipados para jogos noturnos.

### Softball Diamondplex
O primeiro espaço a ser concluído nas instalações, ele consiste de seis campos usados para softball e beisebol jovem. Organizado com quatro campos em círculo e dois vizinhos.

### Centre Court Stadium
Um complexo de tênis com mil a 8,5 mil assentos.

### Cross Country Course
Consiste de campos adaptáveis, o Track and Field Complex, e uma trilha arborizada de 1,1 km.

### Track and Field Complex
Uma instalação de competição com 500 assentos para eventos de track and field, projetada de acordo com as especificações da Associação Internacional das Federações Atléticas.
- nove faixas
- três ringues de arremesso de peso
- dois ringues de lançamento de disco/martelo
- uma área de lançamento de lança
- duas áreas de salto em altura
- duas áreas de pulo horizontal
- duas áreas de salto com vara

## Outras instalações
Bebedouros estão disponíveis por todo o complexo. caixas eletrônicos localizam-se perto da entrada principal e no Champion Stadium e HP Field House. Acesso wi-fi grátis está disponível em alguns locais no complexo.

### ESPN Wide World of Sports Grill
Originalmente um Official All Star Café, o ESPN Wide World of Sports Grill abre durante a maioria dos eventos geralmente das 10 horas da manhã às 8 horas da noite e está disponível para reservar para outroas funções durante períodos fora de funcionamento. Seu primeiro evento especial foi o show do aniversário de 10 anos do programa Mike and Mike in the Morning da ESPN Radio, com Mike Greenberg e Mike Golic, nas manhãs de 24 a 26 de fevereiro de 2010, como parte da grande abertua do complexo e do ESPN the Weekend.
Ele foi o último Official All Star Café a permanecer aberto, sendo renomeado em 2007. Ele operava como um restaurante genérico até ser reaberto sob a marca ESPN em 2010.
Antes de 2015, onde foi fechado para se tornar um estúdio, estava  localizado no ESPN Grill o PlayStation Pavilion, com alguns consoles de PlayStation 3 com os últimos jogos de esporte.

### Loja de lembranças
Além das lojas de lembranças no Champion Stadium e no HP Field House, há uma loja de lembranças permanente aberta diariamente ao lado do escritório no mesmo edifício do Champion Stadium. O ingresso não é exigido para entrar na loja principal de lembranças.

### ESPN Innovation Lab
O ESPN Innovation Lab, uma instalação dedicada à tecnologia avançada de televisões e esportes, foi aberto em 15 de outubro de 2009, como parte do processo de renovação e renomeação como ESPN.

## Expansão
A Disney anunciou planos de construir um estádio de boliche com 100 faixas de 14 864 m², que seria o maior do país. Ele irá oferecer assentos em estilo de estádio, um restaurante e seria concluído em 2014. O estádio seria usado para eventos ou aberto a visitantes. Ele também seria usado como um espaço para sediar torneios do Congresso de Boliche dos Estados Unidos. No momento, no entanto, os planos parecem estar em espera.

## Controvérsia
Um ex-árbitro de beisebol e um arquiteto alegam que eles abordaram a Walt Disney Company em 1987 com planos para um complexo esportivo e que o Wide World of Sports, que abriu 10 anos mais tarde, seria baseado em seus projetos. A Disney alegou que, apesar de os projetos terem algumas semelhanças, o complexo também era semelhante a várias outras instalações esportivas, e o conceito de um parque de esportes era muito genérico para qualquer grupo alegar a propriedade. Os dois homens, representados pelo famoso advogado Johnnie Cochran, processaram a Disney na corte civil do Condado de Orange. Em agosto de 2000, um júri retornou um veredito para os demandantes com danos no valor de US$ 240 milhões, uma fração dos US$ 1,5 bilhão pedidos. A Disney recorreu da sentença e foi feito um acordo em setembro de 2002 com os termos não revelados.